# طبيب سريري
طبيب سريري أو طبيب إكلينيكي أو سرائري (بالإنجليزية: Clinician)‏ هو أخصائي الرعاية الصحية الذي يعملُ مُقدمًا للرعاية الأولية للمرضى في المستشفى أو دار التمريض أو العيادة أو منزل المريض بدلاً من العمل في المختبرات أو باحث في مجال الصحة، حيثُ يقوم الطبيب السريري بتشخيص وعلاجِ المرضى، ويتم اعتبار الطبيب والممرض الممارس ومساعد الطبيب ضمن فِئة "الطبيب السريري"، كما يتم اعتبار طبيب أمراض النطق واللغة طبيبًا سريريًا، أما مساعده فلا يُعتبر كذلك يُعتبر كل من الصيادلة السريريين، والموظف السريري الاجتماعي المرخص، والمعالجين المهنيين، وأخصائيي التغذية، وأخصائي العلاج الوظيفي، والمعالجين النفسيين، وأطباء الأسنان، وكذلك فاحصي النظر بأنهم أطباء سريريين.
يخضع الطبيب السريري إلى امتحاناتٍ شامِلة كي يُصبح مرخصًا، كما يحتاجُ أيضًا إلى عددٍ من شهاداتِ الدراسات العُليا (الماجستير والدكتوراة) في مجالِ عمله. على الرغم من أنَّ الطبيب السريري يجب أن يتبع أفضل الممارسات الطبية القائِمة على الأدلة وأن يتبع السلوك المهنية الموجودة في القوانين ولدى الهيئات الإدارية المهنية، إلا أنهُ يمكنه أن يُمارس المهنة دونٍ إشرافٍ من أي شخص أو هيئة. الوظيفة الرئيسية للطبيب السريري هيَ الأشراف على المريض لعلاج الأثار الناجمة عن المرض، وكذلك يبحث في تأثير المرض على المريض وعائلته والمجتمع.

## أنواع الأطباء السريريين
- أخصائي سمعيات
- موظف سريري
- صيدلاني سريري
- عالم سريري
- اختصاصي صحة الأسنان
- طبيب الأسنان
- تقني الأشعة
- ممرضة ممارسة مجازة
- مساعد طبي
- مستشار الصحة العقلية
- ممرض ممارس
- اختصاصي التغذية
- أخصائي العلاج الوظيفي
- أخصائي قياسات البصر
- جراح العظام
- مسعف
- معالج فيزيائي
- مساعد طبيب
- طبيب
- اختصاصي الأقدام
- نفساني
- أخصائيو التغذية
- ممرضة قانونية
- معالج تنفسي
- أخصائي علم النطق واللغة
- طبيب بيطري